# Чемпионат Беларуси по футзалу 2013/2014
Чемпионат Республики Беларусь по футзалу 2013/2014 (официально — XIX чемпионат Республики Беларусь по футзалу) прошел с 25 октября 2013 года по 19 апреля 2014 года. В чемпионате участвовали 6 клубов, турнир прошел в четыре круга.

## Участники
| Клуб            | Город    | Место 2012-13 |
| --------------- | -------- | ------------- |
| Академик        | Горки    | 8             |
| АльфаКерамика   | Минск    | 5             |
| БелГУТ          | Гомель   | нет           |
| Бобруйск        | Бобруйск | 6             |
| Брествторчермет | Брест    | 2             |
| ВРЗ             | Гомель   | 1             |

## Календарь туров
- 1 тур — 25-27 октября 2013, Гомель, Дворец игровых видов спорта
- 2 тур — 27-29 декабря 2013, Минск, СК «Динамо»
- 3 тур — 24-26 января 2014, Брест, УСК «Виктория»
- 4 тур — 14-16 февраля 2014, Гомель, Дворец игровых видов спорта
- 5 тур — 7-9 марта 2014, Барановичи, СК «Атлант»
- 6 тур — 28-30 марта 2014, Брест, УСК «Виктория»
- 7 тур — 17-19 апреля 2014, Гомель, Дворец игровых видов спорта

## Турнирная таблица
|                 | И  | В  | Н | П  | М      | О  |
| --------------- | -- | -- | - | -- | ------ | -- |
| ВРЗ             | 20 | 17 | 2 | 1  | 117:14 | 53 |
| Брествторчермет | 20 | 15 | 3 | 2  | 66:16  | 48 |
| Бобруйск        | 20 | 10 | 1 | 9  | 66:84  | 31 |
| АльфаКерамика   | 20 | 5  | 1 | 14 | 42:76  | 16 |
| Академик        | 20 | 5  | 0 | 15 | 54:111 | 15 |
| БелГУТ          | 20 | 4  | 1 | 15 | 48:92  | 13 |

И — игр, В — выигрыши, Н — ничьи, П — проигрыши, М — разница мячей, О — очки

## Лучшие бомбардиры
| Место | Игрок            | Клуб     | Голы |
| ----- | ---------------- | -------- | ---- |
| 1     | Александр Коваль | ВРЗ      | 17   |
| 2     | Василий Жариков  | ВРЗ      | 15   |
| 3     | Алексей Пирожник | Бобруйск | 13   |
| 3     | Дмитрий Лось     | ВРЗ      | 13   |
| 5     | Михаил Чирко     | ВРЗ      | 11   |

## Лучшие игроки
- Лучший вратарь: Дмитрий Куди (ВРЗ)[1]
- Лучший защитник: Константин Тюрин (Брествторчермет)[1]
- Лучший нападающий: Василий Жариков (ВРЗ)[1]
- Самый полезный игрок: Валерий Соловянчик (Бобруйск)[1]
- Самый результативный игрок: Александр Коваль (ВРЗ)[1]